# Stora Mosisjön
Stora Mosisjön är en sjö i Söderhamns kommun i Hälsingland och ingår i Ljusnan-Skärjåns kustområde. Sjön har en area på 0,634 kvadratkilometer och ligger 42 meter över havet.

## Delavrinningsområde
Stora Mosisjön ingår i det delavrinningsområde (678430-156804) som SMHI kallar för Inloppet i Dammsjön. Medelhöjden är 37 meter över havet och ytan är 18,39 kvadratkilometer. Räknas de 9 avrinningsområdena uppströms in blir den ackumulerade arean 47,32 kvadratkilometer. Avrinningsområdets utflöde Kvarnån mynnar i havet. Avrinningsområdet består mestadels av skog (91 procent). Avrinningsområdet har 0,64 kvadratkilometer vattenytor vilket ger det en sjöprocent på 3,5 procent.